# 克瓦邦机场
克瓦邦机场（印尼语：Bandar Udara Kuabang）是印度尼西亚北马鲁古省北哈马黑拉县的一座机场，位于卡奥附近。IATA代码：；ICAO代码：。机场跑道长1,950米宽45米，距离县治托贝洛75千米。

## 航空公司和目的地
| 航空公司 | 目的地 |
| -------- | ------ |
| 飛翼航空 | 万鸦老 |